# Kahaluu-Keauhou
Kahaluu-Keauhou es un lugar designado por el censo ubicado en el condado de Hawái en el estado estadounidense de Hawái. En el año 2000 tenía una población de 2.414 habitantes y una densidad poblacional de 157.2 personas por km².

## Geografía
Kahaluu-Keauhou se encuentra ubicado en las coordenadas 19°34′32″N 155°57′38″O / 19.57556, -155.96056. Según la Oficina del Censo, la localidad tiene un área total de 19,8 km² (7,6 mi²), de la cual 15,4 km² (5,9 mi²) es tierra y 4,4 km² (1,7 mi²) (22.38%) es agua.

## Demografía
Según la Oficina del Censo en 2000 los ingresos medios por hogar en la localidad eran de $52.522, y los ingresos medios por familia eran $60.368. Los hombres tenían unos ingresos medios de $31.583 frente a los $26.389 para las mujeres. La renta per cápita para la localidad era de $33.067. Alrededor del 8.6% de las familias y del 13.4% de la población estaban por debajo del umbral de pobreza.